# Speeksel

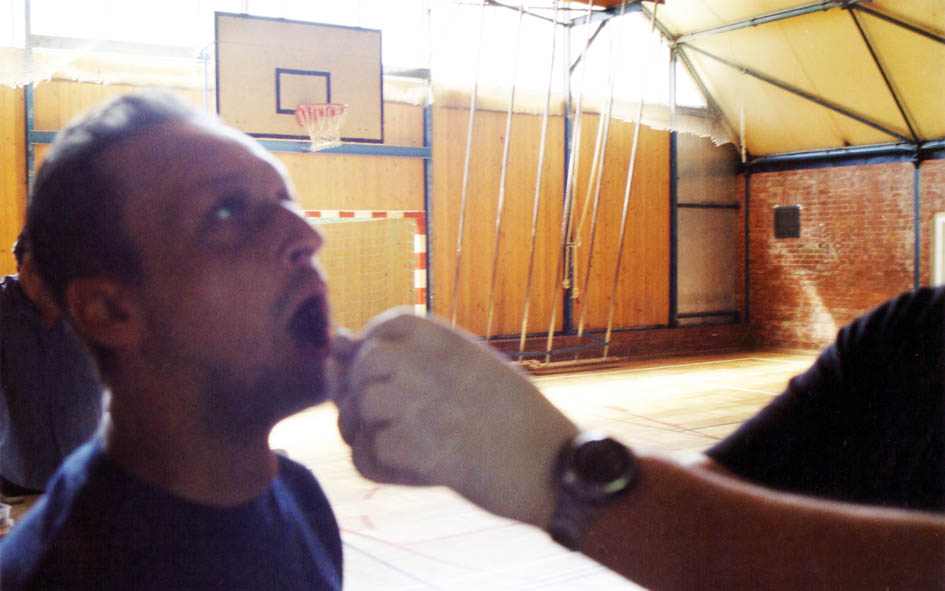
Het nemen van een speekselmonster

Speeksel (Latijn: saliva) is een vloeistof die in door de speekselklieren wordt uitgescheiden in de mond. De vloeistof bestaat uit water, eiwitten (zoals mucines, verschillende enzymen, en antistoffen) en elektrolyten. In een gezonde mond wordt dagelijks een halve tot anderhalve liter speeksel geproduceerd. De snelheid waarmee dit gebeurt kan aanzienlijk variëren, zowel binnen een individu als tussen individuen onderling. De snelheid van speekselproductie en de samenstelling van het speeksel worden in grote mate beïnvloed door prikkels, zoals smaakprikkels of mechanische prikkels.
- in rust wordt gemiddeld 0,25 tot 0,5 ml speeksel per minuut geproduceerd. Dit ongestimuleerde speeksel is muceus (slijmerig) en wordt voornamelijk geproduceerd door de onderkaakspeekselklier (glandula submandibularis) en de ondertongspeekselklier (glandula sublingualis).
- de speekselproductie wordt gestimuleerd door kauwbewegingen en door smaakprikkels zoals zuur. Gestimuleerd speeksel wordt voor het grootste deel geproduceerd door de oorspeekselklier (glandula parotis) en is meer sereus (waterig). De productie van gestimuleerd speeksel door kauwen varieert in een gezonde mond tussen de 0,7 en 3 ml per minuut.
De zuurgraad (pH) van ongestimuleerd speeksel varieert meestal tussen de 6.4 en 6.9; de pH stijgt als de speekselproductie gestimuleerd wordt. Een tekort aan speeksel wordt ook wel hyposialie genoemd. 

## Functies
De hoofdfunctie van speeksel kan worden omschreven als bescherming van mondweefsels. Daarin kunnen de volgende subfuncties worden aangewezen:
- bufferende werking
- mechanische reiniging: door het spoelen en verdunnen met speeksel hebben de orale micro-organismen minder gelegenheid om te koloniseren in de mondholte
- bescherming tegen slijtage: vormt een laag tussen de tanden, waardoor er minder wrijving is
- de- en remineralisatie: aanwezigheid van calcium en fosfaat vormt een belangrijke bescherming tegen ontkalking van het tandglazuur in zuur milieu (demineralisatie), terwijl deze ionen remineralisatie van licht geëtst tandoppervlak mogelijk maken
- antibacteriële activiteit: verschillende organische en anorganische stoffen hebben antivirale, anti-schimmel en antibacteriële werking.
- spijsvertering: de spijsvertering begint al in de mond. Speekselenzymen breken zetmeel af en zetten het om in glucose (vandaar dat lang gekauwd brood zoet begint te smaken). Bovendien werkt speeksel als glijmiddel zodat de voedselbrokken soepel door de slokdarm naar de maag glijden.

## Kenmerken
Het speeksel heeft een smerende werking, zowel bij het kauwen als bij het spreken. Verder heeft het een bufferende werking waardoor de tanden tegen inwerkende zuren beschermd worden. Het wordt geproduceerd door vele kleine kliertjes in de mond enerzijds en anderzijds vooral door de drie dubbele (rechtse en linkse) speekselklieren namelijk de oorspeekselklieren (glandulae parotides), de ondertongspeekselklieren (glandulae sublinguales), en de onderkaakspeekselklieren (glandulae submandibulares). Deze speekselklieren zijn buiten de mond gelegen en geven het speeksel via een afvoerbuis af aan de mond. Zodra het speeksel in de maag komt, stopt de zetmeelafbraak. De maag heeft een pH van bijna 1 in nuchtere toestand en 2 - 4 als deze vol is met voedsel. In de maag is de pH te laag om het zetmeelverterend enzym amylase te laten functioneren.
Speeksel van sommige zoogdieren, ook de mens, bevat een eiwit, histatine, dat de genezing van wondjes in de mond bevordert. Spuug zou ook een geneeskrachtige werking hebben waarmee allerlei soorten aandoeningen kunnen worden genezen, zoals snijwonden, zweren en moedervlekken. Speeksel bevat echter ook andere stoffen waardoor het likken van wonden voor mensen niet wordt aangeraden.
De normale gemiddelde dagelijkse speekselproductie bedraagt 500 à 600 ml.

## Volksgeloof
Volgens het volksgeloof geeft in je handen spugen extra kracht. Ook tegenwoordig doen mensen dit nog. Het is echter zo'n ingeburgerde gewoonte dat de meeste mensen zich niet afvragen waar de gewoonte vandaan komt.
Ook zou spugen helpen om de duivel te verjagen. In het Wilde Westen hadden veel bars daarom een kwispedoor.